# Сон в летнюю ночь (Сверхъестественное)
«Сон в ле́тнюю ночь» (англ. Dream a Little Dream of Me) — 10-я серия 3-го сезона американского телесериала «Сверхъестественное». Её премьера состоялась 7 февраля 2008 года.

## В ролях
- Джаред Падалеки — Сэм Винчестер;
- Дженсен Эклс — Дин Винчестер;
- Лорен Коэн — Бэла Талбот;
- Джим Бивер — Бобби Сингер;
- Дж. Майкл Грэй — Джереми Фрост;
- Синди Сэмпсон — Лиза Брэйден.

## Сюжет
Сэм с Дином узнают о том, что Бобби попал в больницу. Поговорив с врачом, они выясняют, что он просто уснул и не проснулся. Винчестеры наведываются в гостиницу, где остановился Бобби, расследуя очередное дело. Осмотрев номер, братья находят различные статьи и вырезки из газет, из которых выясняют, что Бобби расследовал смерть доктора Грегга, который умер во сне.
Дин разговаривает с ассистенткой доктора Грегга, от которой узнаёт, что при жизни доктор занимался проблемами сна и ставил различные эксперименты. Изучив записи доктора Грегга, Дин приходит домой к одному из испытуемых по имени Джереми. От него он узнаёт, что Джереми в детстве получил травму головы, после чего перестал видеть сны и Доктор Грегг стал давать ему какой-то настой трав, от которого тот стал видеть ярчайшие реалистичные сны.
В больнице Сэм рассказывает Дину, что существует растение под названием «Сайлен Капенсис», с помощью которого, согласно легенде, можно проникать в чужие сны, контролировать их, и даже убивать людей. Дин предполагает, что доктор Грегг решил использовать это растение на ком-то из своих пациентов, и тот, проникнув в сон, его убил.
Винчестеры решают проникнуть в сон Бобби и попросить у него помощи в расследовании этого дела. Дин звонит Бэле и просит её, чтобы она помогла достать им сонный корень, с помощью которого они смогут проникнуть в голову Бобби. Бэла приносит братьям корень, сказав, что делает это ради Бобби, так как он давным-давно спас ей жизнь. Винчестеры принимают настой сонного корня с добавлением волос Бобби и погружаются в его сон. Они оказываются у него в доме, и Дин идёт на его поиски. Сэм выходит из дома и оказывается на крыльце, уставленном цветами. В это время дверь за его спиной захлопывается.
Дин, блуждая по дому, находит Бобби и рассказывает ему о том, что они с Сэмом приняли сонный корень, но тот, судя по всему, ничего не понимает. Начинает мерцать свет и Дин вместе с Бобби прячутся в кладовке. Дин говорит Бобби, что это всего лишь сон, но тот ему не верит. Вдруг появляется жена Бобби с ножевыми ранами и спрашивает его, зачем он убил её, воткнув в неё нож. Дин пытается втолковать Бобби, что это всего лишь сон, но тот старается как-то оправдаться перед женой, говоря, что она была одержима, а он не знал, как ей помочь.
В это время Сэм встречает Джереми с битой в руках. Он наносит Сэму удар и тот падает на землю. Дин говорит Бобби, что всё это — кошмар, и что он может в любую минуту проснуться и остановить это. Бобби глубоко вдыхает и просыпается в кровати. В то же самое время Сэм с Дином просыпаются у себя в номере.
В больнице Бобби рассказывает братьям, что Джереми смог проникнуть к нему в голову с помощью слюны, которую тот оставил на бутылке с пивом. Дин с ужасом вспоминает, что он тоже пил пиво, когда приходил к Джереми домой. Они втроём решают отыскать Джереми, пока он не добрался до них, но тот как сквозь землю провалился. После долгих поисков, не давших никаких результатов, Дин засыпает, рассчитывая на то, что Джереми найдёт их сам. Сэм выдёргивает несколько волосков брата и добавляет их в настой сонного корня, после чего засыпает вслед за Дином.
Винчестеры оказываются в лесу, где Дин встречает Лизу, устроившуюся на траве. Она приглашает его присесть рядом с ней, после чего тут же исчезает. Из-за деревьев появляется Джереми и тут же бросается прочь. Братья бегут за ним. Во время погони Дин теряет Сэма из вида и оказывается в длинном коридоре с множеством дверей. Дин идёт по коридору и заходит в одну из комнат, где замечает парня, сидящего к нему спиной. Парень поворачивается лицом к Дину и тот видит в нём самого себя. Глаза парня чёрные как ночь, и Дин понимает, что перед ним тот, кем он станет, когда отправится в ад.
Дин убивает своего двойника из сна, Сэм изменяет сон (так как он тоже принял корень, хотя Бобби позже намекает, что это связано с его телепатическими способностями) и заставляет Джереми проснуться. Когда они просыпаются, выясняется что Бобби никогда не спасал жизнь Бэле, а пришла она к ним, чтобы своровать кольт, что, в принципе, она и сделала.

## Саундтрек
- Long Train Runnin — The Doobie Brothers;
- Dream a Little Dream of Me — The Mamas & the Papas.